# Dolton (Illinois)
Dolton – wieś w Stanach Zjednoczonych, w stanie Illinois, w hrabstwie Cook.

## Ludzie związani z Dolton
We wsi dorastał przyszły papież, Leon XIV.